# Motor FCA GSE
FIAT FIRE-Fly, ó GSE (acrónimo de Global Small Engine), es la denominación comercial de la actual familia de motores del grupo FCA (Fiat Chrysler Automobiles) con el que realizará el relevo paulatino a la consagrada familia de motores FIRE del Grupo FIAT desde 2016 en los mercados de Brasil y Argentina, desde 2018 en Europa y desde 2020 en Norteamérica -Asia-Pacífico.

## Historia
Este propulsor, comenzará su desarrollo en el año 2014, en el Centro Ricerque Fiat, (CRF), ubicado en el macro complejo industrial de la planta de FIAT BETIM (Minas Geräis), Brasil. y será producido en su totalidad por FPI (Fiat Powertrain Industrial y TEKSID - filiales del Grupo Fiat -),  en el mismo área industrial de FCA Betím.

## Precedentes tecnológicos
Este motor forma parte de una nueva familia de propulsores fabricados desde 2016 por FPI -TEKSID (Filiales del Grupo Fiat / FCA - Fiat Chrysler Automobiles -),  a partir de 2021, englobadas en EXOR NV, (FIAT AGNELLI)-, y que substituirán gradualmente, al consagrado y afamado MOTOR 'FIRE', de FCA, además de a la purriela¹ del motor 'PURE - TECH', producido hasta 2024 por PSA -Peugeot / Citroën. (desde 2020, STELLANTIS NV., conglomerado automotriz franco / ítalo -  estadounidense de reciente creación). 

## Investigación y desarrollo
El proyecto de desarrollo interno denominado por FCA (FIAT), como 'Clave N3', se beneficiará - catalogará desde un primer momento, como un motor diseñado, desarrollado -  producido, para aprovechar la gran experiencia y el alto valor tecnológico logrado en la fabricación con tecnología modular, utilizada en el afamado antecesor y mundialmente consagrado MOTOR FIAT FIRE; ya que este hecho, supone el agrupar, todas las operaciones (incluido el proceso de pruebas durante el I+D+I),  y que en esta ocasión, se realizarán en el mismo complejo industrial de FIAT BETIM como primicia mundial. 
Al igual que sucediera con el consagrado 'MOTOR FIRE' (acrónimo de FULLY INTEGRATED ROBOTIZED ENGINE), del que deriva el motor 'FIAT FIRE Fly' (- 'FLY' acrónimo de - Fully Lightness -), éste será también desarrollado para ser fabricado y ensamblado únicamente por robots, lo que reduce de una manera drástica los posibles errores - fallas de cada una de las unidades producidas; asegurándose los más altos estándares de calidad y fiabilidad habidos en la actualidad (2024), en el mundo de la automoción 
Además este hecho, redunda en grandes beneficios de ahorro de costes en su construcción, ya que las versiones de 3 y 4 cilindros en línea comparten el mismo concepto de disposición unitario; piezas de ensamble y componentes que conforman ambos motores térmicos. Así pues, todo el proceso de pistones, bielas o sub-blocks de cigüeñal y otros componentes, son fabricados y ensamblados a la vez por completo en la misma cadena de montaje; lo que permite la alta trazabilidad desde el inicio del nacimiento de cada una de la unidad de los motores producidos.
En lo que respecta a la variante del motor FIRE 1.4 16V (1.5cc³ 16V FIRE - Fly Turbo MultiAir 3 ) dada la avanzada tecnología de la que dispone (Sistema MultiAir lll e Inyección Directa de Gasolina con Common Rail), se seguirá comercializando y fabricando en todo el mundo, con nuevas actualizaciones.

## Características técnicas
En la actualidad (2024), hay disponibles cuatro variantes de diferentes cilindradas y potencias.
Desde un primer momento, habrá disponibles 2 tipos de bloques de cilindros fabricados en aluminio, los cuales serán proyectados y diseñados para ser construidos bajo un único diámetro de 77,0 mm, y que incorporará además la tecnología de diseño interna FLEX - FUEL, el cual le confiere el poder utilizar hasta 4 tipos de combustibles diferentes, entre ellos, el Ethanol³; lo que sitúa a Fiat, en ser líder mundial en este tipo de desarrollos.  
Respecto a las culatas, estas serán fabricadas también en aluminio, y dispondrán de 1 o 2 árboles de levas en cabeza (SOCH o DOCH), con variantes de 6, 8, 12 y 16 válvulas + sistema CVCP (Continuosly Variable Cam Phaser). Su diseño vendrá condicionado también por el diámetro de los bloques de cilindros, que generan como principal característica el que el paso de luz entre válvulas, sea también exactamente el mismo, para los 3 tipos de bloques que hay disponibles, ya que al adoptar el sistema Fire MultiAir, este se encargará de la máxima eficiencia del llenado y vaciado de los cilindros. Esta combinación será análoga para todas las diferentes arquitecturas, del bloque motor. (3 o 4 cilindros), lo que supone un altísimo ahorro de costes en su fabricación al utilizar todos los bloques los mismos  componentes para su ensamblaje 
Si que habrá una culata multiválvulas mucho más elaborada internamente, (bloques de 150Cv y 180Cv con inyección directa de gasolina), y que alojará el sistema de la rampa de inyección directa Common Rail, así como el doble encendido por bujía opuesta en la cámara de combustión.  
El cambio de cilindrada, (dado que son 'motores cuadrados' o 'súper cuadrados'), vendrá dado a su mayor aumento en el recorrido del conjunto biela - pistón, durante los diferentes ciclos que se suceden  entre el PMI (Punto Muerto Inferior,) y el PMS (Punto Muerto Superior), siendo variados según necesidades de fabricación de una u otra estructura de cada nuevo propulsor. Lo que limita también el número de piezas necesarias y se traduce también, en un amplio ahorro de costes de fabricación. 
Esta familia de propulsores Fire-Fly - GSE de FIAT, es el primero que se beneficia y debuta en el mundo con investigaciones e innovaciones desarrolladas por los ingenieros de motores de FCA; al hayar y aplicar la novedosa solución técnica, del descentrar en 10 mm, el conjunto biela -  piston, de con respecto, al eje de los apoyos del cigueñal.   
La aplicación de esta revolucionaria técnica del desplazamiento, redunda en hechos, como son la consecución de una menor fricción entre los componentes internos y con ello, la obtención de una reducción de vibraciones que redundarán en el beneficio de una máxima solidéz, fiabilidad y durabilidad, siendo contrastada, a lo largo del tiempo por la consagrada familia de Motores FIRE, predecesor del cual se deriva el Motor FIRE - Fly / GSE actual de FIAT (FCA).  
Este desarrollo técnico también incidirá de manera muy positiva e importante, en el logro que entraña el conseguir reducir los consumos y las emisiones de Co2 a la atmósfera, sin tener que recurrir al gasto en elementos externos accesoreos dedicados a tal fin, lo que supone el aligerar en 7 kg., el peso total final del conjunto motor FIAT FIRE - Fly (Fully Lightness), con respecto a su antecesor, el celebérrimo motor FIRE. (FULLY INTEGRATED ROBOTIZED ENGINE).    
También se obtiene con ello, una menor pérdida de energía en cada uno de los ciclos del motor, obteniéndose (Cv), a un alto régimen de giro (6000 rpm), y el máximo par motor (Nw/m), que se obtienen a las 4000 rpm del régimen de giro, cifras muy altas y no observadas en ningún otro motor de tres cilindros habido en el mercado.    
• Propulsor FCA 1.0 FIAT Fire-Fly 'N3' MHEV. (Mild Hibryd Electric Vehicles). 2016 - 2024.  (Actualidad).  
El departamento de ingeniería del CRF (Centro Ricerque Fiat) de FCA investigará sistemas y soluciones técnicas para el motor FIRE- Fly (clave interna de desarrollo 'N3'); que tendrán como objetivo la consecución de funcionar como motores híbridos eléctricos. Para ello, se concebirá un sistema de generación eléctrica que será integrado en el extremo derecho del cigüeñal, y que hará que el conjunto, opere como un bloque motor integral.           
El sistema BSG (Belt integrated Starter Generator) de 12 Voltios, el cual contribuye mediante co-generación de corriente autónoma, a cargar una batería auxiliar de 3'6Kw situada bajo el asiento del conductor contribuirá a activar el sistema Start & Stop del vehículo, y a la circulación en modo ECO; al disponer el vehículo de un motor eléctrico auxiliar y que impulsará al conjunto del vehículo por transmisión al eje delantero o, al el eje trasero, si se predispone al vehículo de un motor eléctrico en el tren posterior (según modelos).     
Con este sistema se obtiene el que durante los primeros metros o kilómetros recorridos el motor térmico permanezca desconectado, contribuyendo de sobremanera, al 'ZERO EMISSION' por la reducción de consumos y emisiones de Co² y otros gases a la atmósfera. Este propulsor se montará en los Fiat 500 (2018), Fiat Panda (319) y Lancia Ypsilon (846) - (Solo mercado Italiano) -.    
• Propulsor FCA 1.0 Fire Fly 'T3' GSE  'e - PHEV'. 2016 - 2024 - (Actualidad). 
La versión inicial del motor Fiat Fire Fly 'N3' de 1.0 litros, (el cual posee características extrapolables, que se prestan a nuevas evoluciones técnicas para el resto de variantes), posee como valor intrínseco y principal, -heredado del afamado MOTOR FIRE FIAT-, su moderno diseño y contruccion, ya que en ambos proyectos se empleará el sistema de Cámara de Combustión Hemisférica (Cámara HEMI), la cual aporta el beneficio de que en el ciclo de admisión se utiliza una mezcla Estequiométrica, con un muy alto porcentaje de aire con respecto al combustible inyectado (relación de 13'4÷1), aportando por lo tanto, el beneficio de reducir de manera drástica las emisiones de CO² y otros gases de efecto invernadero a la atmósfera. 
Desde un inicio, dispone de culatas multiválvulas que son accionadas mediante el conocido y fiable sistema MULTI-AIR II, estando disponible en la versión atmosférica de 1.0cc, 3 cilindros en línea, 4 Válvulas por cilindro (12 Válvulas) y un VVT (Árbol de Levas Contrarrotante), accionado mediante cadena de distribución. 
Su alimentación se realiza mediante inyección indirecta multipunto (MPI) y son aptos para el consumo de Gasolina y Etanol en cualquier porcentaje, siendo (Denominados como FLEX FUEL), además de incorporar un   turbocompresor IHI de geometría fija. También dispone de válvula EGR, catalizador de 3 vías y filtro antipartículas para la reducción de emisiones. Este propulsor desarrolla una potencia inicial de 85Cv/67 kW) en modo térmico, y que, al incorporársele el sistema de carga con enchufe eléctrico a una batería de apoyo de Ión-Litio le aportará una potencia de 7kW (15Cv) extra, al conjunto, erogará una potencia de 100Cv. (74 kW) 
En esta combinación se le denomina como 'e - PHEV' (Acrónimo de  'Plug-in Hybrid Electric Vehicle', es decir, 'Vehículo Eléctrico Híbrido Enchufable', y, en esta fase de funcionamiento es capaz de cumplir con las normativas de la U.E. 'Zero Emission' (Euro-6/d, y Euro-7), en ciclo urbano con ZBE (Zona de Bajas Emisiones), que se les exige a todos los fabricantes mundiales de automóviles instaurados en la U.E. Este propulsor se montará en la nueva gama del Fiat 600 (2024) y en el nuevo Fiat Grande Punto 2024.                                
• Propulsor FCA 1.3 FIRE 'T4' GSE  'e - PHEV'.  2017 -> 2024  -> (Actualidad). 
Esta tercera variante de la familia de propulsores FCA FireFly / GSE; en adelante, serán denominados y conocidos como la familia de motores de STELLANTIS 'T3', 'T4' y 'T5'; el cual deriva del anterior bloque - motor, y difiere de aquel, al configurarse como un propulsor con arquitectura de 4 cilindros en línea, para así poder aumentar su cilindrada desde los 1.0cc. hasta los 1.3c.c. 
Sus características técnicas difieren principalmente del evolucionar y combinar elementos mecánicos, como son las 4 válvulas por cilindro (16 válvulas), un árbol de levas en cabeza accionado por cadena de distribución, sistema multiválvulas FIRE MULTAIR II, turbocompresor de geometría variable con válvula EGR, catalizador, filtro antipartículas, y un motor eléctrico con apoyo de batería del tipo Ión - Litio, que lo confieren en Europa, como un motor 'PHEV' erogando potencias que oscilan entre los 120 (79 kW) y 135 Cv (90 o 110 kW).; según mercados.  
Este motor estará disponible desde 2017, para el mercado latinoamericano y serán instalados en los Fiat Uno² (Brasil) 2017 , Fiat Pulse y Fiat Argo (Argentina) 2017, así como en Europa desde 2019, en los Fiat 500L (Lounge), Fiat Tipo y Fiat 500X (2020), Dodge Dart, Alfa Romeo Tonale (2022), Jeep Renegade (2022) y Jeep Compasd (2023).        
• Propulsor FCA 1.5 FIRE 'T5'  GSE  'e - PHEV'.   (2019 -> 2024 - > Actualidad). 
La moderna concepción del motor - STELLANTIS 'T5'- FIRE Fly -, es la de un bloque motor de 4 cilindros en línea que aumenta su cubicaje a los 1.5c.c, y montará una innovadora culata que posee inyección directa de combustible de gasolina por 'Common Rail'. (Creado por Fiat), 16 Válvulas (4 válvulas por cilindro); accionadas por un doble árbol de levas en cabeza (DOHC) sincronizados y movidos por cadena dentada); la última evolución del sistema electrónico FIRE MULTI-AIR III, y sistema de Bujías Twin opuestas, con sistema de encendido de doble frente de llama en la cámara de combustión. Turbocompresor Garrett de geometría variable con válvula EGR, sonda lambda + catalizador de 3 vías y filtro antipartículas. 
Esta nueva variante, a diferencia de las anteriores versiones MILD HYBRID, dispone de un acumulador (batería de Ión - Litio) enchufable de alto voltaje / amperaje que se ubica en todo el piso del vehiculo, que facilitará el poder recorrer distancias medias en modo eléctrico; entrando el motor térmico en funcionamiento en caso de alta demanda de potencia. También si el sistema en modo eléctrico se averiase o se quedase sin energía, el motor térmico funcionaria en modo normal e independiente. Con la combinación del conjunto de ambos sistemas (termico + eléctrico) este erogará potencias que oscilarán entre los 155 Cv - 180 Cv. (115Kw - 134KW)  
Este motor denominado como e - 'PHEV', (Plug - in Hibryd Electric Vehicle), -  'Vehiculo Eléctrico Híbrido Enchufable' - recibe la consideración de 'Zero Emission', y serán instalados en los 'Face Lift', de los modelos Jeep Renegade, Fiat 500X que saldrán al mercado desde el año 2021; y en los nuevos modelos que empezaran a ser comercializados desde 2022 en todos los mercados mundiales donde el grupo STELLANTIS tenga representación, con los modelos Jeep Renegade, Jeep Compass, Alfa Romeo Tonale, RAM 216 (2022), Fiat Toro (2023), Peugeot 208 - 308 FL, 'Face Lift' (2024), y en los Nuova Fiat 600, Fiat Grande Panda, Nuova Lancia Ypsilon, y Alfa Romeo Junior; que llegarán a los mercados en el Otoño de 2024.

## Mantenimiento

### Lubrificación
La lubrificación interna del propulsor se realiza con lubricantes de formulación 'Full  Synthetic', dado que las nuevas familias de motores de todos los fabricantes mundiales están construidos en aleaciones de aluminio estándo enfocados a la reducción masiva de gases de 'efecto invernadero', así como para contribuir a la 'descarbonización del planeta'.
Los lubricantes empleados de la familia SELÈNIA FRWRD (cumple la norma EURO 6, Euro 6-d y Euro 7) siendo del tipo multigrado, los cuáles poseen una viscosidad de muy baja densidad. Posee gradaciones que oscilan entre los 0W/20 y los 0W/30, (aplicación en según países); siendo la más baja (0W/20, para ser empleados en climas extremos de invierno y los 0W/20 y 0W/30 para climas templados o muy cálidos.
En climas extremadamente cálidos, (países del Sur de Europa, Latinoamérica, Medio Este, etc.), la gradación de 0W20 y 0W/30 se tornan de una densidad excesivamente baja para proteger al propulsor, ya que al encontrarse en un entorno climático, donde es más que evidente que los lubricantes se consumen y evaporan con mucha más rapidez (pese a tener la última tecnología en aditivos), que en un entorno climático frío, y, en el que se debe de dar prioridad por favorecer una rápida, efectiva y óptima lubrificación de órganos internos tan importantes, como es la cadena de distribución. Esta lubrificación también proporciona a la vez, una alta refrigeración de las piezas sometidas a muy altas temperaturas de trabajo como puede ser un turbocompresor, así como la de realizar el perfecto funcionamiento de incineración de las particulas que acometen el filtro FAP y sus sondas cada ciertos periodos según la ECU del vehiculo, ya que el lubricante debe de aportar y proporcionar un muy bajo coeficiente residual de cenizas una vez realizado, al completo, el engrase interno del propulsor. Este hecho incide por igual en los motores de gasolina y diésel, ya que el servicio de mantenimiento y cambio del lubricante se debe de realizar de una forma más anticipada ya que es muy evidente el que se degrade antes de los plazos recomendados por el fabricante (40.000 km, en climas fríos) en condiciones normales de trabajo. 
En este caso FIAT, recomienda en su manual de mantenimiento programado, el realizarlo cada 15.000 / 20.000 km, así como el realizar un mayor control de todos los niveles entre revisiones. Ello es debido también, a que el cárter de aceite motor es de 2'5 litros de capacidad, (el cálculo es correcto entre cambios de aceite), ya que los consumos de aceite previstos por el fabricante para este tipo de motores oscila entre los 75 y 95 gramos/100kms. (1 litro cada 10.000 km. aprox).
(75 gramos en climas muy gélidos, y 95 gramos para climas muy cálidos).
Es de suma importancia, (en cualquier motor de cualquier marca automovilística), el realizar una conducción cuidadosa de pre - rodaje del motor; para que se asiente todo el conjunto del bloque motor realizado en aleacion de aluminio y el cual lo conforman diferentes componentes de nueva generación realizados con materiales aligerados, por ello, cada uno de éstos, ofrecen diferentes coeficientes de dilatatacion y precisan de un tiempo de ajuste y rodaje.
Por ello FIAT, describe en el manual de usuario, la posibilidad de un aumento significativo de combustible, lubricante y refrigerante durante el rodaje de los primeros 20.000 km. recorridos, y normalizándose todos ellos, después de este periodo de ajuste.

### Refrigeración
La refrigeración líquida del motor, se realiza mediante los nuevos 'REFRIGERANTES ORGÁNICOS' de la familia PARAFLÚ UP, los cuales disponen de una formulación al 50% de etilenglicol y agua destilada, hecho este que es muy importante de respetar, dada la importancia técnica y mecánica que conlleva. Este tipo de refrigerantes - anticongelante respetuosos con el medio ambiente dada su formulación, NO DEBEN SER MEZCLADOS con anticongelantes del tipo inorgánico Paraflú 11, (o su equivalente en el mercado), dado que NO SON COMPATIBLES entre sí, pues su formulación a base de silicatos y fosfatos, harán que su mezcla; deteriore el propulsor de manera interna por completo dadas las aleaciones de los materiales empleados en su construcción. En caso de relleno de urgencia solo se usará agua destilada, y nunca agua de red.
Las ventajas de usar este tipo de refrigerantes es la de una mayor durabilidad (al contener aditivos que alargan los cambios cada 80.000 km.), así como la del contribuir a ser un líquido biodegradable y de rápida solubilidad sin dejar restos en el medio ambiente.

### Transmisión
La transmisión motriz disponible en los vehículos de última generación, también se halla en una continua evolución, dado que deben de soportar las especificaciones y capacitaciones técnicas de unos propulsores cada vez más exigentes; dadas las Potencias (Cv / Kw) -  Par motor (Nw/m) que ofrecen, adoptando por tanto; el avance de modernos mecanismos electrónicos en las cajas de velocidades automáticas, (con, por ejemplo, hasta 9 relaciones), - grupo diferencial del tren posterior-, y que además operan bajo 'Convertidores de Par'; que  evitan pérdidas de fuerza motriz hacia los semiejes; pudiéndose así transmitir, toda la tracción y potencia disponible al piso. 
Por ello, FIAT anuncia también en su libro de mantenimiento, el observar y rellenar niveles cada vez que se realiza un cupón de engrase, usando los lubricantes de la familia MOPAR TUTELA TOP,  y tomando como referencia las especificaciones, cantidades y  viscosidades que preconiza el fabricante, así como el realizar el cambio del lubricante y filtro en los intervalos indicados, en las cajas de transmisión automáticas (cada 40.000 km); así como en los vehículos equipados con cajas de relación manuales, su cambio se realizará cada 60.000 km. 

## Aportación tecnológica de FIAT. (FCA - STELLANTIS)
Todos estos hechos, contribuyen a la generación de algunas ventajas, como son la reducción del peso del conjunto motopropulsor y por lo tanto del vehículo. Con ello, se consiguen serias ventajas en pro de la seguridad vial al poderse aumentar los equipamientos de serie que intervienen en la seguridad activa y pasiva de los vehículos; así como en el contribuir a la reducción de gases de efecto invernadero como el CO² así como los NO2 y el NOx que se producen por el consumo de combustibles fósiles; ambas cuestiones que la U.E. tiene como premisa e impone 'sinequanon' a todos los fabricantes mundiales que quieran comercializar un vehículo en este mercado.
En detrimento del uso y desarrollo de estos avances técnicos, se sitúa, el que para obtener su equivalencia en potencias (Cv) y par motor del celebérrimo motor de 4 cilindros, FIRE, a igualdad de consumos, (pero no en la emisión  de gases CO² y NO2 y el NOx) se necesitan de un número incesante de novedosas y complejas tecnologías y componentes (ej. baterías eléctricas) de nueva generación; que, a su vez, para poder ser producidos se  necesitará de una sobre - explotacion global de la riqueza mineral habida en el planeta y de un mayor consumo energético, de energía nuclear, gas natural, así como de fuentes solares, eólicas e hidráulicas; además del uso de novedosas materias primas (ej. el Litio y otros compuestos), que encarecerán en sobremanera el precio final de adquisición del vehículo. Condicionantes que afectarán sin lugar a dudas, a la libertad de movilidad de las personas.

## Producción
• Latinoamérica. 2016 ->
FIAT (FCA) comenzará su producción en exclusiva dos años después de su desarrollo (2016) , en la planta de FIAT Betim, - Brasil -, haciendo su debut en los nuevos modelos de FIAT (Fiat Cronos y Fiat Argo), y que FCA, fabricará y pondra a la venta en exclusiva, en los países de Argentina y Brasil.
• Europa. 2018 ->
En Europa FCA comenzará su producción en 2018, (dos años después con respecto a Latinoamérica), en las afamadas plantas de motores de FPI - FIAT (FCA -STELLANTIS), que el grupo tiene ubicadas en Bielsko - Biala² (Polonia), donde en la cual, el 14 de junio de 2019 se anunciará la fabricación de la unidad numero 100.000 de la familia de motores  Fire-Fly; asi como en el complejo industrial de FIAT Térmoli³ - Italia - planta la cual será renovada y actualizada, para la fabricación de la nueva generación de motores 'N3' MHEV (Mild Hibryd Electric Vehicles) FIAT FIRE - Fly Hibryd 1.0, compartiendo producción hasta el año 2020 en la U.E., con el consagrado motor FIAT FIRE (1985) de 1.2 cc³, 8 válvulas y 69Cv; cediendo éste su lugar al nuevo motor FIAT FiRE - Fly 'N3' Mild Hibryd de 1.0c.c y 72 Cv recién llegado al mercado Europeo. Este propulsor hará su aparición a bordo de los renovados Fiat 500, FIAT Panda, y en el Fiat 500X ya en la nueva versión 1.0 'T3' FIRE - Fly Turbo Mild Hibryd.
• EE.UU, Canadá y México 2020 ->
En el resto del Continente Americano, su producción comenzará en el año 2020, (cuatro años después respecto a su debut en Brasil y Argentina), dado el alto stock de propulsores que hubo hasta esa fecha, y que heredó FIAT de la ex - Chrysler LLC.
Su fabricación se asignará a las plantas de FCA Salzillo, - México-, FCA Dundee, - Míchigan - EE.UU -,   haciendo su aparición en los nuevos FIAT 500 fabricados en FCA Toluca, - México -, para Estados Unidos,  y en los nuevos Dodge Dart, Jeep Renegade, Compass y Commander, para los mercados de Europa, Estados Unidos y Latinoamérica.

## 2024 -> Actualidad
El 11 de julio de 2024, fecha del 125.º aniversario de FIAT, el máximo dirigente Olivier Françoise, anuncia que el fabricante está desarrollando una nueva evolución del motor FIRE- Fly (GSE), el cual será ahún más eficiente. Siendo comercializados junto a los nuevos modelos que FIAT está desarrollando para ser presentados entre el periodo 2023 - 2027

## Usos
El uso de este tipo de motores de mayor altura, debido al largo de recorrido que poseen los cilindros, hace que no se puedan utilizar en los vehículos Sedán / Utilitarios de corte tradicional, y por este motivo, se crean las nuevas familias de vehículos 'SUV' (Sport Vehicles Utilities), los cuáles tienen un diseño más alto, para poder alojar este tipo de motores en el vano motor. 
Con este "nuevo concepto de familia de vehículos" nacidos de la problemática, del poder dar cabida "a esta nueva generacion de propulsores baratos, ingeniados; por todos los constructores mundiales" dado el recorte y ahorro en los materiales, empleados en su construcción, los fabricantes logran además en este segmento un alto aumento de beneficios por cada motor vendido. 
Por lo que se traduce en una apuesta 'a lo grande' por parte de todos los fabricantes, al comercializar solo vehículos 'SUV's' o Camionetas que, objetivamente hablando, son un sinsentido en la movilidad urbana dadas sus cotas de tamaño.

### Sudamérica
| Código del motor | Número de cilindros, válvulas                                       | Desplazamiento <br /> Diámetro x carrera                   | Años          | Uso                                                                        | Potencia máxima | Par máximo                                                                |
| ---------------- | ------------------------------------------------------------------- | ---------------------------------------------------------- | ------------- | -------------------------------------------------------------------------- | --- | ------------------------------------------------------------------------- |
| N3 BSG           | 3 Cilindros en línea, 6 válvulas MHEV FireFly                       | 999 cm³ (1 L; 61,0 plg³) 70 x 86,5 mm (2,8 x 3,4 plg)      | 2020–presente | Fiat 500 (312), Fiat Panda (319), Lancia Ypsilon (846)                     | 70 CV (51 kW; 69 HP) at 6000 rpm                                                                                           | 92 N·m (68 lb·pie) at 3500 rpm                                            |
| T3               | 3 cilindros en línea, 12 válvulas Turbo , Multiair III              | 999 cm³ (1 L; 61,0 plg³) 70 x 86,5 mm (2,8 x 3,4 plg)      | 2018–presente | Jeep Renegade FL, Fiat 500X FL, Fiat Tipo                                  | 100-120 CV (74-88 kW) (99-118 HP) at 5750 rpm                                                                              | 190 N·m (140 lb·pie) at 1750 rpm                                          |
| T4               | 4 Cilindros en línea, 16 válvulas Turbo , Multiair III              | 1332 cm³ (1,3 L; 81,3 plg³) 70 x 86,5 mm (2,8 x 3,4 plg)   | 2018–presente | Jeep Renegade FL, Fiat 500X FL, Jeep Compass                               | 150 CV (110 kW; 148 HP) at 5500 rpm 180 CV (132 kW; 178 HP) at 5750 rpm                                                    | 270 N·m (199 lb·pie) at 1850 rpm 270-285 N·m (199-210 lb·pie) at 1850 rpm |
| T4 4xe PHEV      | 4 cilindros en línea, 16 válvulas Turbo , Multiair III + FCA eMotor | 1332 cm³ (1,3 L; 81,3 plg³) 70 x 86,5 mm (2,8 x 3,4 plg)   | 2021–actual   | Jeep Renegade 4xe, Jeep Compass 4xe, Alfa Romeo Tonale                     | 190 CV (140 kW; 187 HP) at 5500 rpm 240 CV (177 kW; 237 HP) at 5750 rpm                                                    | 270 N·m (199 lb·pie) at 1850 rpm                                          |
| T4 4xe PHEV      | 4 cilindros en línea, 16 válvulas Turbo , Multiair III + FCA eMotor | 1332 cm³ (1,3 L; 81,3 plg³) 70 x 86,5 mm (2,8 x 3,4 plg)   | 2022–actual   | Alfa Romeo Tonale                                                          | 180 CV (132 kW; 178 HP) at 5500 rpm (Engine) 123 CV (90 kW; 121 HP) (Motor) 279 CV (205 kW; 275 HP) at 5750 rpm (Combined) | 270 N·m (199 lb·pie) at 1850 rpm                                          |
| FireFly T4       | 4 cilindros en línea, 16 válvulas Turbo , Multiair III              | 1469 cm³ (1,5 L; 89,6 plg³) 71,2 x 92,2 mm (2,8 x 3,6 plg) | 2022–actual   | Alfa Romeo Tonale Hybrid, Fiat Tipo Hybrid (2022), Fiat 500X Hybrid (2022) | 130 CV (96 kW; 128 HP) at 5500 rpm 20 CV (15 kW; 20 HP)                                                                    | 240 N·m (177 lb·pie) at 1850 rpm 55 N·m (41 lb·pie)                       |
| FireFly T4 VGT   | 4 cilindros en línea, 16 válvulas VG Turbo , Multiair III           | 1469 cm³ (1,5 L; 89,6 plg³) 71,2 x 92,2 mm (2,8 x 3,6 plg) | 2022–actual   | Alfa Romeo Tonale Hybrid VGT                                               | 160 CV (118 kW; 158 HP) at 5500 rpm 20 CV (15 kW; 20 HP)                                                                   | 240 N·m (177 lb·pie) at 1850 rpm 55 N·m (41 lb·pie)                       |

### Europa/América del Norte
| Tipo de Motor | Número de cilindros y válvulas                        | Desplazamiento <br /> Diámetro x carrera                 | Años          | Usos                                                                                | Potencia máxima (etanol)                                                                     | Par máximo (etanol)                                                  |
| ------------- | ----------------------------------------------------- | -------------------------------------------------------- | ------------- | ----------------------------------------------------------------------------------- | -------------------------------------------------------------------------------------------- | -------------------------------------------------------------------- |
| N3            | 3 cilindros en línea, 6 valvulas                      | 999 cm³ (1 L; 61,0 plg³) 70 x 86,5 mm (2,8 x 3,4 plg)    | 2016-presente | Fiat Mobi, Fiat Uno, Fiat Argo, Peugeot 208, Citroën C3                             | 72 CV (53 kW; 71 HP) at 6000 rpm ( 77 CV (57 kW; 76 HP) at 6250 rpm )                        | 102 N·m (75 lb·pie) at 3250 rpm ( 107 N·m (79 lb·pie) at 3250 rpm )  |
| T200          | 3 cilindros en línea. 12 valvulas Turbo, Multiair III | 999 cm³ (1 L; 61,0 plg³) 70 x 86,5 mm (2,8 x 3,4 plg)    | 2021-presente | Fiat Pulse, Fiat Fastback, Fiat Strada, Peugeot 208                                 | 130 CV (96 kW; 128 HP) at 5750 rpm en E100 125 CV (92 kW; 123 HP) at 5750 rpm con gasolina   | 200 N·m (148 lb·pie) at 1750 rpm en E100 o gasolina                  |
| N4            | 4 cilindros en línea, 8 válvulas                      | 1332 cm³ (1,3 L; 81,3 plg³) 70 x 86,5 mm (2,8 x 3,4 plg) | 2016-presente | Fiat Uno, Fiat Argo, Fiat Cronos, Fiat Pulse, Fiat Strada                           | 101 CV (74 kW; 100 HP) at 6000 rpm ( 109 CV (80 kW; 108 HP) at 6250 rpm )                    | 134 N·m (99 lb·pie) at 3500 rpm ( 139 N·m (103 lb·pie) at 3500 rpm ) |
| T270          | 4 cilindros en línea, 16 válvulas Turbo, Multiair III | 1332 cm³ (1,3 L; 81,3 plg³) 70 x 86,5 mm (2,8 x 3,4 plg) | 2021-presente | Jeep Renegade, Jeep Compass, Jeep Commander, Fiat Toro, Abarth Pulse, Fiat Fastback | 185 CV (136 kW; 182 HP) at 5750 rpm en E100 182 CV (134 kW; 180 HP) at 5750 rpm con gasolina | 270 N·m (199 lb·pie) at 1750 rpm en E100 o gasolina                  |

## 1•https://es.thefreedictionary.com/purriela
- Datos: Q124330309

1. ↑  «Fiat celebra los 45 años del primer coche propulsado por etanol del mundo». www.media.stellantis.com. Consultado el 29 de septiembre de 2024.